# Word Rescue
Word Rescue è un videogioco a piattaforme educativo, uscito nel 1992 per sistemi MS-DOS. Pubblicato da Apogee Software, il gioco è stato realizzato da Redwood Games, software house specializzata nel genere educativo. Esiste un ulteriore titolo della stessa serie, chiamato Math Rescue.

## Trama
I Gruzzles, strane creature che non sanno leggere, stanno rubando le parole dai libri. Nei panni di un bambino o di una bambina, dobbiamo aiutare Benny Bookworm a riprendere le parole rubate, assegnandole al loro significato, in modo da rimetterle nei libri.

## Modalità di gioco
Lo scopo del gioco è quello di muovere il nostro personaggio in svariati livelli, e di toccare uno dei sette quadrati raffiguranti un punto interrogativo; ciò farà apparire una parola nella parte superiore dello schermo e diverse figure al posto degli altri quadrati, che andranno toccate in corrispondenza alla parola data. Se si sbaglia appare un Gruzzle, che può ostacolare la nostra missione: infatti se viene a contatto con il personaggio ci obbliga a ripetere il livello. I Gruzzle possono però essere fermati con l'aiuto di Benny, che li può ricoprire di una melassa viola. Inoltre si può ottenere del punteggio aggiuntivo raccogliendo dei bonus sotto forma di libri o lettere che comporranno altre parole.
Come altri giochi distribuiti da Apogee, Word Rescue è costituito da tre episodi, di cui il primo shareware:
- Episodio 1 - Visit Gruzzleville and the Castle
- Episodio 2 - Explore GruzzleBad Caverns
- Episodio 3 - See the spooky Haunted House

Esiste una versione del gioco intitolata Word Rescue Plus, contenente 45 livelli aggiuntivi.